# Illit
 (mai 2025).
La mise en forme du texte ne suit pas les recommandations de Wikipédia : il faut le « wikifier ».
Les points d'amélioration suivants sont les cas les plus fréquents. Le détail des points à revoir est peut-être précisé sur la page de discussion.
- Les titres sont pré-formatés par le logiciel. Ils ne sont ni en capitales, ni en gras.
- Le texte ne doit pas être écrit en capitales (les noms de famille non plus), ni en gras, ni en italique, ni en « petit »…
- Le gras n'est utilisé que pour surligner le titre de l'article dans l'introduction, une seule fois.
- L'italique est rarement utilisé : mots en langue étrangère, titres d'œuvres, noms de bateaux, etc.
- Les citations ne sont pas en italique mais en corps de texte normal. Elles sont entourées par des guillemets français : « et ».
- Les listes à puces sont à éviter, des paragraphes rédigés étant largement préférés. Les tableaux sont à réserver à la présentation de données structurées (résultats, etc.).
- Les appels de note de bas de page (petits chiffres en exposant, introduits par l'outil «  Source ») sont à placer entre la fin de phrase et le point final[comme ça].
- Les liens internes (vers d'autres articles de Wikipédia) sont à choisir avec parcimonie. Créez des liens vers des articles approfondissant le sujet. Les termes génériques sans rapport avec le sujet sont à éviter, ainsi que les répétitions de liens vers un même terme.
- Les liens externes sont à placer uniquement dans une section « Liens externes », à la fin de l'article. Ces liens sont à choisir avec parcimonie suivant les règles définies. Si un lien sert de source à l'article, son insertion dans le texte est à faire par les notes de bas de page.
- La présentation des références doit suivre les conventions bibliographiques. Il est recommandé d'utiliser les modèles {{Ouvrage}}, {{Chapitre}}, {{Article}}, {{Lien web}} et/ou {{Bibliographie}}. Le mode d'édition visuel peut mettre en forme automatiquement les références.
- Insérer une infobox (cadre d'informations à droite) n'est pas obligatoire pour parachever la mise en page.

Pour une aide détaillée, merci de consulter Aide:Wikification.
Si vous pensez que ces points ont été résolus, vous pouvez retirer ce bandeau et améliorer la mise en forme d'un autre article.
Illit ( /ˈ aɪ l ɪ t / ; EYE-lit ; coréen : 아일릿 ; RR : aillit; stylisé en majuscules ) est un groupe de filles sud-coréen formé par Belift Lab, un sous-label de Hybe, via l'émission de compétition de survie de JTBC en 2023 "RU Next?" . Le groupe est composé de cinq membres : Yunah, Minju, Moka, Wonhee et Iroha. Le groupe a fait ses débuts le 25 mars 2024 avec l'EP Super Real Me.

## Nom
Le nom I'll-It (précédemment) a été introduit lors de la diffusion en direct de l'épisode final de RU Next ? . Dans l'épisode, il a été expliqué que le nom « représente le choix de votre propre verbe à placer entre I'll et It », transmettant la capacité des membres à agir et à prendre des décisions de manière indépendante.

## Carrière

### 2023–2024: Activités préalables aux débuts et formation viaRU Next?
La série de JTBC RU Next ? diffusé pendant dix épisodes du 30 juin au 1er septembre 2023, dans lesquels 22 candidates se sont affrontées pour faire leurs débuts dans un girlgroup de six membres sous Belift Lab. leur premier groupe de filles, et le troisième girlgroup à faire ses débuts sous Hybe, après Le Sserafim et NewJeans. L'épisode final a vu la formation des six membres du groupe, deux membres étant sélectionnés par le public et quatre étant sélectionnés par les producteurs de la société. La composition finale composée de Wonhee, Youngseo, Minju, Iroha, Moka et Yunah a été dévoilée à la fin de l'émission. Le 5 janvier 2024, Belift Lab a annoncé que Youngseo quittait le groupe. Auparavant, Youngseo et Belift Lab avaient discuté de ses activités futures et de son groupe et avaient décidé d'un commun accord de mettre fin à son contrat.

### 2024: Débuts avecSuper Real Me,I'll Like You
Le 13 février 2024, Belift Lab a confirmé qu'Illit ferait ses débuts en mars. Le 21 février, il a été confirmé à nouveau qu'Illit ferait ses débuts le 25 mars avec son premier EP, avec la participation du président de Hybe , Bang Si-hyuk, en tant que producteur de leur album. Le 26 février, l'agence a annoncé le nom du premier EP d'Illit, Super Real Me, avec des précommandes ouvertes le même jour que l'annonce. Le 28 février, Illit a fait sa première apparition publique en tant que groupe au défilé Acne Studios pendant la Fashion Week de Paris. faisant d'eux le premier artiste K-pop à apparaître à l'événement avant leurs débuts officiels. La liste des pistes de Super Real Me a été révélée une semaine plus tard, le 9 mars, avec « Magnetic » comme premier single. Au total, quatre titres, dont « Magnetic », seront publiés. Les trois autres titres de l'album sont « My World », « Midnight Fiction » et « Lucky Girl Syndrome »,. Le teaser du clip vidéo de leur premier single à venir, « Magnetic », a été officiellement publié le 22 mars.
Huit jours après les débuts d'Illit, « Magnetic » est entré dans quatre classements Billboard américains. Illit est devenu le premier groupe de K-pop à entrer dans les singles officiels du Royaume-Uni avec son premier single, qui a culminé à la 80e place. Le 16 avril, Illit est devenu le groupe de K-pop le plus rapide à apparaître dans le Billboard Hot 100, lorsque « Magnetic » a fait ses débuts à la 91e place. « Magnetic » est également devenue la première chanson de début d'un groupe de K-pop à apparaître dans le Hot 100,. Le clip vidéo du morceau « Lucky Girl Syndrome » est sorti le 17 avril. En mai 2024, Super Real Me est entré dans le Billboard 200 classement au numéro 93. De plus, Illit a également atteint la 41e place du classement Billboard Artist 100 et la deuxième place du classement Emerging Artist. Le 28 juin, Billboard a nommé Illit comme leur tout premier « K-Pop Rookie of the Month »,. Le 10 juillet, le Grammy Museum de Los Angeles, en Californie, consacré à la musique, a annoncé qu'une exposition spéciale sur la K-pop aurait lieu en août 2024, présentant les accessoires et les tenues de performance portés par les artistes sous Hybe, dont Illit.
Le 23 septembre, Belift Lab a confirmé que le groupe sortirait son deuxième EP I'll Like You le 21 octobre. Une présentation de l'album de retour a eu lieu deux jours après la date de sortie officielle de l'album. L'album a fait ses débuts dans le classement Billboard 200 et s'est classé 94e sur la liste. Le 22 novembre, Illit a sorti la version anglaise de « Tick-Tack », intitulée « Baby It's Both » avec Ava Max.

### 2025–présent: Premier single japonais,Bomb
Le 14 février 2025, Illit a sorti son premier single japonais « Almond Chocolate ». qui a été inclus dans la bande originale du film d'action japonais It Takes More Than a Pretty Face to Fall in Love, basé sur le manga du même nom. Le 10 mars, la version coréenne de « Almond Chocolate » est sortie.
En mai, les membres d'Illit Yunah et Minju ont été annoncés pour faire partie d'un featuring dans la chanson "See U Tonight" de Kylie Cantrall.
Le 19 mai, Belift Lab a confirmé que le groupe sortirait son troisième EP Bomb le 16 juin. Le medley des titres est sorti le 23 mai et le premier single a été annoncé comme s'intitulant « Do the Dance ».

## Concept
Illit a fait ses débuts avec un concept basé sur les « sentiments authentiques des adolescentes », différent des histoires « complexes » souvent présentées dans les précédents groupes de K-pop. Le critique de culture pop Kim Do-heon a suggéré que le succès d'Illit peut être attribué à l'accent mis sur le « thème de la relativité », qui a contribué au développement de leur identité musicale.

## Controverses de plagiat
En avril 2024, la direction et les producteurs d'Illit ont été publiquement accusés de plagiat par le producteur exécutif de NewJeans, Min Hee-jin,. La direction d'Illit a réfuté les allégations et a déposé une plainte pour diffamation. Plus tard en octobre, le PDG de Belift Lab, Kim Tae-ho, s'est présenté à l'Assemblée nationale où il a réfuté ces allégations.

## Ambassadrices
En mars 2024, Illit a été sélectionné comme nouveau visage de la campagne mondiale SS24 d'Acne Studios. Le 28 mars, le groupe a été sélectionné comme nouveau modèle de marque Y de KT Y.,. Wonhee a été annoncé comme nouveau modèle pour la boisson sportive japonaise Pocari Sweat en avril. Le 1er mai, Illit est devenu le nouveau modèle de la marque de cosmétiques française Bioderma. et le 28 mai, le groupe a été annoncé comme le nouveau modèle de la société de chaussures américaine Crocs.
Le 10 février 2025, Moka et Iroha ont été annoncées comme nouvelles ambassadrices Tone Up UV pour La Roche-Posay. Le 8 mars, Illit a été annoncé comme le nouvel ambassadeur de la marque Lacoste Japon. Le 26 mars, il a été annoncé qu'Illit devenait le nouveau visage de Pocari Sweat.

## Membres
| Nom de scène | Nom de scène | Nom de naissance | Nom de naissance | Date de naissance        | Nationalité |
| Romanisé     | Coréen       | Romanisé         | Cor./Jap.        | Date de naissance        | Nationalité |
| Yunah        | 윤아         | Noh Yun-ah       | 노윤아           | 15 janvier 2004 (21 ans) | Coréenne    |
| Minju        | 민주         | Park Min-ju      | 박민주           | 11 mai 2004 (21 ans)     | Coréenne    |
| Moka         | 모카         | Sakai Moka       | 坂井もか         | 8 octobre 2004 (20 ans)  | Japonaise   |
| Wonhee       | 원희         | Lee Won-hee      | 이원희           | 26 juin 2007 (18 ans)    | Coréenne    |
| Iroha        | 이로하       | Hokazono Iroha   | ホカゾノ イロハ  | 4 février 2008 (17 ans)  | Japonaise   |

## Discographie

### EP
| Title                                                                                             | Details                                           | Meilleur classement | Meilleur classement | Meilleur classement | Meilleur classement | Meilleur classement | Meilleur classement | Meilleur classement | Meilleur classement | Ventes                                                      | Certifications   |
| Title                                                                                             | Details                                           | KOR                 | CRO                 | GRC                 | JPN                 | JPN Hot             | UK Phy.             | US                  | US World            | Ventes                                                      | Certifications   |
| ------------------------------------------------------------------------------------------------- | ------------------------------------------------- | ------------------- | ------------------- | ------------------- | ------------------- | ------------------- | ------------------- | ------------------- | ------------------- | ----------------------------------------------------------- | ---------------- |
| Super Real Me                                                                                     | - Sortie: 25 mars 2024 - Label: Belift Lab        | 3                   | 5                   | 43                  | 3                   | 3                   | —                   | 93                  | 2                   | - Corée du Sud: 696,782 - Japon: 31,980 - Etats-Unis: 4,000 | - KMCA: Platinum |
| I'll Like You                                                                                     | - Released: October 21, 2024 - Labels: Belift Lab | 2                   | —                   | 36                  | 2                   | 2                   | 98                  | 94                  | 2                   | - Corée du Sud: 601,042 - Japon : 33,587                    | - KMCA: Platinum |
| Bomb                                                                                              | - Sortie prévue: 16 juin 2025 - Label: Belift Lab | À venir             | À venir             | À venir             | À venir             | À venir             | À venir             | À venir             | À venir             | À venir                                                     | À venir          |
| "—" désigne un enregistrement qui n'a pas été classé ou qui n'a pas été publié sur ce territoire. |                                                   |                     |                     |                     |                     |                     |                     |                     |                     |                                                             |                  |

### Singles

#### Singles coréens
| Titre                                                                                                 | Année | Meilleur classement | Meilleur classement | Meilleur classement | Meilleur classement | Meilleur classement | Meilleur classement | Meilleur classement | Meilleur classement | Meilleur classement | Meilleur classement | Ventes                 | Certification                  | Album             |
| Titre                                                                                                 | Année | KOR                 | AUS                 | CAN                 | JPN Hot             | NZ                  | SGP                 | TWN                 | UK                  | US                  | WW                  | Ventes                 | Certification                  | Album             |
| --- | ----- | ------------------- | ------------------- | ------------------- | ------------------- | ------------------- | ------------------- | ------------------- | ------------------- | ------------------- | ------------------- | ---------------------- | ------------------------------ | ----------------- |
| Magnetic                                                                                              | 2024  | 1                   | 29                  | 37                  | 3                   | 30                  | 1                   | 1                   | 80                  | 91                  | 6                   | - Japon: 29,994 (dig.) | - RIAJ: 2× Platine - RMNZ: Or. | Super Real Me     |
| Cherish (My Love)                                                                                     | 2024  | 22                  | —                   | —                   | 35                  | —                   | 22                  | 10                  | —                   | —                   | 110                 | - Japon: 1,294 (dig.). |                                | I'll Like You     |
| Almond Chocolate (Korean version)                                                                     | 2025  | 167                 | —                   | —                   | —                   | —                   | —                   | —                   | —                   | —                   | —                   |                        |                                | Non-album singles |
| Do the Dance (빌려온 고양이)                                                                          | 2025  | À venir             | À venir             | À venir             | À venir             | À venir             | À venir             | À venir             | À venir             | À venir             | À venir             | À venir                | À venir                        | Bomb              |
| « — » désigne les sorties qui n'ont pas été classées ou qui n'ont pas été publiées dans cette région. |       |                     |                     |                     |                     |                     |                     |                     |                     |                     |                     |                        |                                |                   |

#### Singles japonais
| Titre            | Année | Positions maximales dans les classements | Ventes                 | Album             |
| Titre            | Année | JPN Hot                                  | Ventes                 | Album             |
| ---------------- | ----- | ---------------------------------------- | ---------------------- | ----------------- |
| Almond Chocolate | 2025  | 13                                       | - Japon : 2 429 (dig.) | Non-album singles |

#### Singles anglais
| Titre                              | Année | Album             |
| ---------------------------------- | ----- | ----------------- |
| Baby It's Both (featuring Ava Max) | 2024  | Non-album singles |

### Autres chansons classées
| Titre                                                                                                 | Année | Meilleur classement | Meilleur classement | Meilleur classement | Album         |
| Titre                                                                                                 | Année | KOR                 | JPN Hot             | SGP Reg.            | Album         |
| --- | ----- | ------------------- | ------------------- | ------------------- | ------------- |
| My World                                                                                              | 2024  | 153                 | —                   | —                   | Super Real Me |
| Lucky Girl Syndrome                                                                                   | 2024  | 28                  | 95                  | —                   | Super Real Me |
| Midnight Fiction                                                                                      | 2024  | 173                 | —                   | —                   | Super Real Me |
| I'll Like You                                                                                         | 2024  | —                   | —                   | —                   | I'll Like You |
| IYKYK (If You Know You Know)                                                                          | 2024  | —                   | —                   | —                   | I'll Like You |
| Tick-Tack                                                                                             | 2024  | 140                 | —                   | 22                  | I'll Like You |
| Pimple                                                                                                | 2024  | —                   | —                   | —                   | I'll Like You |
| « — » désigne les sorties qui n'ont pas été classées ou qui n'ont pas été publiées dans cette région. |       |                     |                     |                     |               |

## Vidéographie

### Clips musicaux
| Titre               | Année | Réalisateur(s)                 | Ref.   |
| ------------------- | ----- | ------------------------------ | ------ |
| Magnetic            | 2024  | DQM                            | [ 70 ] |
| Lucky Girl Syndrome | 2024  | Kim In Tae (AFF)               | [ 71 ] |
| Cherish (My Love)   | 2024  | Hasegawa Anderson ( Digipedi ) | [ 72 ] |
| Tick-Tack           | 2024  | Yuann                          | [ 73 ] |
| Almond Chocolate    | 2025  | DQM                            | [ 74 ] |

## Filmographie

### Émissions de télévision
| Année | Titre                 | Notes                                                            | Ref. |
| ----- | --------------------- | ---------------------------------------------------------------- | ---- |
| 2023  | R U Next?             | Compétition de télé-réalité pour déterminer les membres de Illit | .    |
| 2024  | Illit: I'll (Show) It | Debut show                                                       | .    |

### Émissions Web
| Année        | Titre              | Notes                                                            | Ref. |
| ------------ | ------------------ | ---------------------------------------------------------------- | ---- |
| 2023         | I'll Like It!      | Télé-réalité d'avant débuts; 6 épisodes                          | .    |
| 2023–present | Behind-It          | Behind the scenes des activités des membres                      | .    |
| 2024         | Illit Ready        | Télé-réalité d'avant débuts; 4 épisodes                          | .    |
| 2024         | Super Real Illit   | Documentaire sur la préparation aux débuts du groupe; 3 épisodes | .    |
| 2024         | 10 Minute Debate   | Émissions de variété                                             | .    |
| 2024–present | Beside-It          | Behind the scenes courts des activités des membres               | .    |
| 2024–present | Log-It             | Vlog des membres                                                 | .    |
| 2024–present | Super Illit        | Émission de variété hebdomadaire; sorti le 1er juillet 2024      | .    |
| 2024–present | The Night of Illit | Émission de variété hebdomadaire; sorti le 5 juillet 2024        | .    |
| 2025         | I'll Like It! 2    | Télé-réalité; 4 épisodes                                         | .    |

## Performances lives

### Concerts
| Nom de l'événement | Date             | Ville    | Pays         | Lieu          | Présence | Ref. |
| ------------------ | ---------------- | -------- | ------------ | ------------- | -------- | ---- |
| Glitter Day        | 7 juin 2025      | Séoul    | Corée du Sud | Olympic Hall  | À venir  | .    |
| Glitter Day        | 8 juin 2025      | Séoul    | Corée du Sud | Olympic Hall  | À venir  | .    |
| Glitter Day        | 10 août 2025     | Yokohama | Japon        | Pia Arena MM  | À venir  | .    |
| Glitter Day        | 11 août 2025     | Yokohama | Japon        | Pia Arena MM  | À venir  | .    |
| Glitter Day        | 3 septembre 2025 | Osaka    | Japon        | Osaka-jō Hall | À venir  | .    |
| Glitter Day        | 4 septembre 2025 | Osaka    | Japon        | Osaka-jō Hall | À venir  | .    |

### Autres performances
| Date                  | Évéments                                         | Ville               | Pays         | Chansons performées | Ref.    |
| --------------------- | ------------------------------------------------ | ------------------- | ------------ | --- | ------- |
| 3 mai 2024            | Rakuten GirlsAward 2024                          | Shibuya             | Japon        | My World, Magnetic et Lucky Girl Syndrome                                                                                              | ,       |
| 12 mai 2024           | KCON Japan 2024                                  | Chiba               | Japon        | Magnetic, Lucky Girl Syndrome et What Is Love? (orig. Twice)                                                                           | [ 90 ]  |
| 2 juin 2024           | K-Wave Concert Inkigayo                          | Incheon             | Corée du Sud | Magnetic et Lucky Girl Syndrome | [ 91 ]  |
| 15 juin 2024          | Weverse Con Festival 2024                        | Incheon             | Corée du Sud | Magnetic, Midnight Fiction, Lucky Girl Syndrome et When We Disco avec J. Y. Park (orig. J. Y. Park et Sunmi)                           | [ 92 ]  |
| Du 19 au 30 juin 2024 | Show! Music Core In Japan 2024                   | Tokorozawa, Saitama | Japon        | Magnetic et Lucky Girl Syndrome | [ 93 ]  |
| 6 juillet 2024        | The Music Day 2024 (ja)                          | Chiba               | Japon        | Magnetic | [ 94 ]  |
| 19 juillet 2024       | 2024 TMEA 5th Tencent Music Entertainment Awards | Cotai, Macau        | Chine        | My World, Lucky Girl Syndrome, Midnight Fiction et Magnetic                                                                            | ,       |
| 21 juillet 2024       | 2024 SBS Gayo Daejeon Summer                     | Incheon             | Corée du Sud | Lucky Girl Syndrome, Magnetic (festival version) et Plot Twist (orig. TWS)                                                             | [ 97 ]  |
| 12 août 2024          | 2024 Ulsan Summer Festival X MBC Show!           | Ulsan               | Corée du Sud | Magnetic et Lucky Girl Syndrome | [ 98 ]  |
| 22 août 2024          | 2024 K World Dream Awards                        | Séoul               | Corée du Sud | Magnetic (Starlight Remix) | [ 99 ]  |
| 22 août 2024          | NHK Music Expo 2024                              | Shibuya             | Japon        | Magnetic | [ 100 ] |
| 22 septembre 2024     | Korea-Japan Festival 2024                        | Séoul               | Corée du Sud | Magnetic, Lucky Girl Syndrome, My World et Midnight Fiction                                                                            | [ 101 ] |
| 28 septembre 2024     | KCON Germany 2024                                | Francfort           | Allemagne    | Lucky Girl Syndrome (Special KCON Germany version), My World et Magnetic (Special KCON Germany Dream Stage version with GLLITz (fans)) | [ 102 ] |
| 12 octobre 2024       | SBS Inkigayo Live in Tokyo 2024                  | Chūō-ku, Saitama    | Japon        | Magnetic, My World et Lucky Girl Syndrome                                                                                              | [ 103 ] |
| 25 octobre 2024       | K-pop World Festival 2024                        | Changwon            | Corée du Sud | Cherish (My Love) et IYKYK (If You Know You Know)                                                                                      | [ 104 ] |
| 21 octobre 2024       | 2024 MAMA Awards                                 | Los Angeles         | USA          | Heart Shaker (orig. Twice), Magnetic et Cherish (My Love)                                                                              | [ 105 ] |
| 15 décembre 2024      | Music Bank Global Festival in Japan 2024         | Fukuoka             | Japon        | Tick-Tack et Magnetic (Starlight Remix)                                                                                                | [ 106 ] |
| 25 décembre 2024      | 2024 SBS Gayo Daejeon Winter                     | Incheon             | Corée du Sud | IYKYK (If You Know You Know) et Magnetic (Holiday ver.)                                                                                | [ 107 ] |
| 31 décembre 2024      | 75th NHK Kōhaku Uta Gassen                       | Shibuya             | Japon        | Magnetic | [ 108 ] |

## Nominations

### Awards et nominations
| Cérémonie de remise de prix | Année | Catégorie                                     | Nominations   | Résultats  | Ref.    |
| --------------------------- | ----- | --------------------------------------------- | ------------- | ---------- | ------- |
| Asian Pop Music Awards      | 2024  | Top 20 Songs of the Year (Overseas)           | Magnetic      | Lauréat    | [ 109 ] |
| Asian Pop Music Awards      | 2024  | Best Dance Performance (Overseas)             | Magnetic      | Nomination | [ 110 ] |
| Asian Pop Music Awards      | 2024  | Best New Artist (Overseas)                    | Super Real Me | Nomination | [ 110 ] |
| Billboard Music Awards      | 2024  | Top Global K-Pop Song                         | Magnetic      | Nomination | [ 111 ] |
| D Awards                    | 2025  | Delights Blue Label                           | Illit         | Lauréat    | [ 112 ] |
| D Awards                    | 2025  | Dreams Silver Label                           | Illit         | Lauréat    | [ 112 ] |
| D Awards                    | 2025  | Best Choreography                             | Illit         | Lauréat    | [ 112 ] |
| D Awards                    | 2025  | Best Girl Group Popularity Award              | Illit         | Nomination | [ 113 ] |
| Golden Disc Awards          | 2024  | Best Digital Song (Bonsang)                   | Magnetic      | Lauréat    | ,       |
| Golden Disc Awards          | 2024  | Rookie Artist of the Year                     | Illit         | Lauréat    | ,       |
| Golden Disc Awards          | 2024  | Song of the Year (Daesang)                    | Magnetic      | Nomination | ,       |
| Golden Disc Awards          | 2024  | Most Popular Artist – Female                  | Illit         | Nomination | ,       |
| Hanteo Music Awards         | 2025  | Rookie of the Year – Female                   | Illit         | Lauréat    | [ 118 ] |
| Hanteo Music Awards         | 2025  | Artist of the Year (Bonsang)                  | Illit         | Nomination | [ 119 ] |
| Hanteo Music Awards         | 2025  | Global Artist – Africa                        | Illit         | Nomination | [ 120 ] |
| Hanteo Music Awards         | 2025  | Global Artist – Asia                          | Illit         | Nomination | [ 120 ] |
| Hanteo Music Awards         | 2025  | Global Artist – Europe                        | Illit         | Nomination | [ 120 ] |
| Hanteo Music Awards         | 2025  | Global Artist – North America                 | Illit         | Nomination | [ 120 ] |
| Hanteo Music Awards         | 2025  | Global Artist – Oceania                       | Illit         | Nomination | [ 120 ] |
| Hanteo Music Awards         | 2025  | Global Artist – South America                 | Illit         | Nomination | [ 120 ] |
| Hanteo Music Awards         | 2025  | WhosFandom Award – Female                     | Illit         | Nomination | [ 120 ] |
| iHeartRadio Music Awards    | 2025  | Best New Artist (K-pop)                       | Illit         | Lauréat    | ,       |
| iHeartRadio Music Awards    | 2025  | K-pop Song of the Year                        | Magnetic      | Nomination | ,       |
| iHeartRadio Music Awards    | 2025  | Favorite K-pop Dance Challenge                | Magnetic      | Nomination | ,       |
| Japan Gold Disc Award       | 2025  | Song of the Year by Download (Asia)           | Magnetic      | Lauréat    | [ 123 ] |
| Japan Gold Disc Award       | 2025  | Song of the Year by Streaming (Asia)          | Magnetic      | Lauréat    | [ 123 ] |
| Japan Gold Disc Award       | 2025  | Best 5 Songs by Streaming                     | Magnetic      | Lauréat    | [ 123 ] |
| Japan Record Awards         | 2024  | New Artist Award                              | Illit         | Lauréat    | [ 124 ] |
| Korea Grand Music Awards    | 2024  | Best 10 Artists                               | Illit         | Nomination | [ 125 ] |
| Korea Grand Music Awards    | 2024  | Best 10 Songs                                 | Magnetic      | Nomination | [ 125 ] |
| Korea Grand Music Awards    | 2024  | Best Rookie – Artist                          | Illit         | Nomination | [ 125 ] |
| Korea Grand Music Awards    | 2024  | Best Rookie – Song                            | Magnetic      | Nomination | [ 125 ] |
| Korea Grand Music Awards    | 2024  | Trend of the Year                             | Illit         | Nomination | [ 126 ] |
| Korean Music Awards         | 2025  | Rookie of the Year                            | Illit         | Nomination | [ 127 ] |
| Korean Music Awards         | 2025  | Best K-pop Song                               | Magnetic      | Nomination | [ 127 ] |
| MAMA Awards                 | 2024  | Best New Artist – Female                      | Illit         | Lauréat    | [ 128 ] |
| MAMA Awards                 | 2024  | Artist of the Year                            | Illit         | Nomination | [ 129 ] |
| MAMA Awards                 | 2024  | Best Choreography                             | Magnetic      | Nomination | [ 129 ] |
| MAMA Awards                 | 2024  | Best Dance Performance – Female               | Magnetic      | Nomination | [ 129 ] |
| MAMA Awards                 | 2024  | Fan's Choice of the Year – Female             | Illit         | Nomination | [ 129 ] |
| MAMA Awards                 | 2024  | Fans' Choice of the Year                      | Illit         | Nomination | [ 129 ] |
| MAMA Awards                 | 2024  | Song of the Year                              | "Magnetic"    | Nomination | [ 129 ] |
| Melon Music Awards          | 2024  | New Artist of the Year                        | Illit         | Lauréat    | .       |
| Melon Music Awards          | 2024  | Album of the Year                             | Super Real Me | Nomination | [ 131 ] |
| Melon Music Awards          | 2024  | Best Group – Female                           | Illit         | Nomination | [ 131 ] |
| Melon Music Awards          | 2024  | Song of the Year                              | Magnetic      | Nomination | [ 131 ] |
| MTV Europe Music Awards     | 2024  | Best Asia Act                                 | Illit         | Nomination | [ 132 ] |
| Music Awards Japan          | 2025  | Best K-pop Song in Japan                      | "Magnetic"    | Nomination | [ 133 ] |
| Music Awards Japan          | 2025  | Best of Listeners' Choice: International Song | "Magnetic"    | En attente | [ 133 ] |
| TikTok Awards Korea         | 2024  | Best Viral Song                               | "Magnetic"    | Lauréat    | [ 134 ] |

### Articles
| Éditeur    | Année | Article                         | Placement | Ref.    |
| ---------- | ----- | ------------------------------- | --------- | ------- |
| Teen Vogue | 2024  | 12 Girl Groups to Watch in 2024 | Placed    | [ 135 ] |